# Phyllanthus consanguineus
Phyllanthus consanguineus är en emblikaväxtart som beskrevs av Johannes Müller Argoviensis. Phyllanthus consanguineus ingår i släktet Phyllanthus och familjen emblikaväxter.
Artens utbredningsområde är Réunion. Inga underarter finns listade i Catalogue of Life.